# Berufsbilder-Test (BBT)

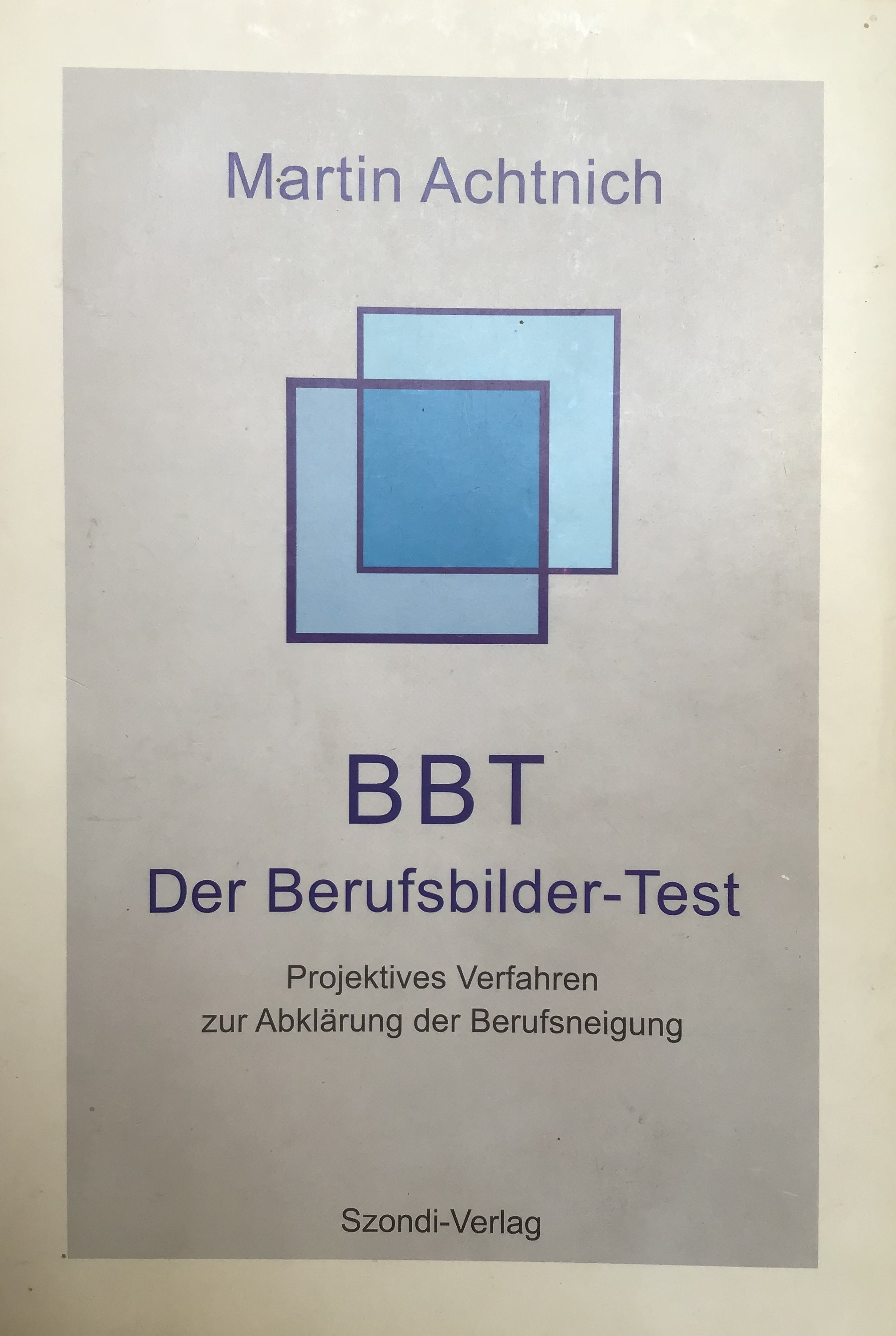
Berufsbilder-Test

Berufsbilder-Test (BBT) ist ein von Martin Achtnich entwickeltes projektives Instrument zur Klärung des Profils der beruflichen Neigung. Der Bildertest basiert auf dem von Leopold Szondi in seinem Werk Schicksalsanalyse, Wahl in Liebe, Freundschaft, Beruf, Krankheit und Tod (1944) dargestellten Zusammenhang zwischen verschiedenen Erb-Faktoren und deren Auswirkung auf die Wahlhandlungen. Ursprünglich war Berufsbilder-Test für Jugendliche in der Berufsberatung gedacht. BBT dient dazu, Probleme der Berufswahl, des Berufswechsels und der Berufsprognose einer Klärung näher zu bringen. Ebenso kann BBT im psychotherapeutischen Bereich (in der Familienberatung) eingesetzt werden.

## Geschichte
Den Anstoß zum BBT gab Hansjörg Ringger mit der Idee, einen Test zur Klärung des beruflichen Neigungsprofils unter Berücksichtigung der Faktoren der Schicksalsanalyse zu gestalten. Achtnich nahm die von Szondi beschrieben acht Faktoren als Einteilungsprinzip und fasste sie berufspsychologisch als Neigungsradikale auf. Achtnich meinte, dass zu den Anforderungen des Berufes an denjenigen, der ihn ausüben wird, gehören neben den Fähigkeiten und Fertigkeiten auch die jeweiligen Neigungen, Interessen und Bedürfnisse, die es ermöglichen, menschliche Triebe (Impulse) zu humanisieren und zu sozialisieren.
Nach der Anleitung von Szondi wurde beschlossen, einen Test basierend auf Bilder (Fotos) zu erstellen, da diese eine größere Erinnerungskraft als Worten hätten. Achtnich und Ringger haben ca. 10.000 Bilder der Berufsberatungsstellen in Bern und Zürich durchgesehen. So wurden 100 Bilder ausgewählt, welche zur Überprüfung vorgelegt wurden. Während Untersuchung sollte es geklärt werden, ob diese Bilder den Faktorcharakter entsprechen, dem sie zunächst nach bestimmten Kriterien zugeteilt worden waren.
Es wurde angenommen, dass die Art der Faktoren drei Richtungen widerspiegeln wird:
- Berufstätigkeit und Werkzeug, mit dem der Beruf ausgeübt wird;
- Berufsatmosphäre, Berufsmilieu und Partnerbeziehung (Mitarbeiter, Kunde)
- Person der Berufstätigen (Gesichtsausdruck und Haltung)

Es stellte sich bald heraus, dass es, monofaktoriell eindeutige Bilder zu finden, schwer zu verwirklichen war. Szondi sagte: „Die meisten Berufe können nicht nur einem einzigen, sondern gleichzeitig der Befriedigung mehrerer Triebansprüche dienen.“ Ulrich Moser meinte: „Die meisten Berufe partizipieren an mehreren Triebfaktoren. Ein Beruf kann mehreren Affinitätskreisen angehören.“
Für die Aufnahme eines Bildes in den Test wurden folgende Kriterien aufgestellt:
- Unabhängig davon, ob ein Bild positiv oder negativ gewählt wird, sollen zwei Drittel der gegebenen Assoziationen dem zugeschriebenen Faktor entsprechen.
- Wenn ein Bild einseitig positiv gewählt und nie abgelehnt wird – oder umgekehrt – soll es nicht aufgenommen werden.
- Auf den Testbildern sollen ausschließlich männliche Berufstätige dargestellt sein, weil männliche Probanden die Bilder mit weiblichen Berufstätigen durchwegs ablehnen. (Daraus ergab sich später die Notwendigkeit, eine weibliche Testserie zu entwickeln.)
- Ein Bild soll nicht zu viele ablenkende Details aufweise, z. B. keine Aufschriften und keine Nebensächlichkeiten.
- Der dargestellte Berufstätige darf nicht im Vordergrund als Blickfang stehen, seine Tätigkeit ist wichtig. Der Tätige soll in einer dynamischen Spannung auf seine Arbeit bezogen sein und nicht wie ein Statist dastehen.
- Der Berufstätige soll in der Regel in seiner ganzen Gestalt auf dem Bild zusehen sein.
- Bilder sollten nicht Berufe widerspiegeln, die an Relevanz verloren haben, sowie veraltete Maschinen oder Werkzeuge.
- Bilder müssen echt sein.
- Bilder, auf denen zwei Personen gezeigt werden, in denen einer aktiv ist und der zweite passiv ist, sind nicht geeignet (z. B. Coiffeur und Kunde).

Es stellte sich als schwierige Aufgabe heraus, Bilder mit allen Anforderungen in Einklang zu bringen, was erst nach vielen Jahren gelöst werden konnte. Es hat fast 20 Jahren gebraucht, bis der endgültige Test nach fünf Testvarianten und vielfachen Untersuchungen und Forschungen abgeschlossen wurde.

## Methodik
Die ursprüngliche Schweizer Version des Bildertest-Set bestand im Jahr 1971 aus 96 Schwarzweißfotografien im Format 10 cm × 10 cm, auf denen Männer verschiedene berufliche Tätigkeiten ausüben. Später, 1973, wurde eine weibliche Version des Bildertests mit 100 Bildern erstellt.